# راس دیویدسون (بازیکن فوتبال، زاده ۱۹۸۹)
راس دیویدسون (انگلیسی: Ross Davidson; ۶ سپتامبر ۱۹۸۹ – ) بازیکن فوتبال اهل بریتانیا بود.
از باشگاه‌هایی که در آن بازی کرده‌است می‌توان به باشگاه فوتبال نانت‌ویچ، باشگاه فوتبال نیو میلز، باشگاه فوتبال ویتون آلبیون، باشگاه فوتبال استافورد رانجرز، باشگاه فوتبال پورت ویل، و باشگاه فوتبال لیک تاون اشاره کرد.